# 哈达户稍镇
哈达户稍乡，是中华人民共和国辽宁省阜新市阜新蒙古族自治县下辖的一个乡镇级行政单位。

## 行政区划
哈达户稍乡下辖以下地区：
哈达户稍村、雅头营子村、泊力各秋村、新邱村、四方庙村、白音昌营子村和前查台村。